# Rebristajahøgda
Rebristajahøgda är ett berg i Antarktis. Det ligger i Östantarktis. Norge gör anspråk på området. Toppen på Rebristajahøgda är 130 meter över havet. Rebristajahøgda ligger vid sjön Podprudnoevatnet.
Terrängen runt Rebristajahøgda är kuperad söderut, men norrut är den platt. Trakten är glest befolkad. Närmaste befolkade plats är Novolazarevskaya Station, 7,3 kilometer öster om Rebristajahøgda.